# Cour d'appel de Bologne
La cour d'appel de Bologne ((it) Corte d’appello di Bologna) est une des 26 cours d'appel italiennes, la seule dans la région Émilie-Romagne.
Son ressort (distretto) comprend les tribunaux (tribunali ordinari) de Bologne, Ferrare, Forlì, Modène, Parme, Plaisance, Ravenne, Reggio d'Émilie et Rimini ainsi que 13 sièges des juges de paix (Giudici di pace).

## Histoire
La cour d'appel de Bologne a été fondée en 1806, sous le royaume institué par Napoléon Ier. 
Après la Restauration et le retour des États pontificaux, en 1816 le siège de l'organe judiciaire d'appel (nommé Tribunale di appellazione) fut fixé à Bologne.
En 1860, au passage au royaume de Sardaigne, furent instituées les cours d'appel de Bologne et de Parme (avec une chambre détachée à Modène); ces dernières ont été supprimées et fusionnées à la cour de Bologne depuis 1923.
La Cour, depuis 1873, a son siège dans le palais Ranuzzi-Baciocchi,.

## Compétence territoriale
Les ressorts sont mis à jour selon la loi du 27 février 2015 n. 11.

## Tribunale di Bologna

### Giudice di pace di Bologna
Anzola  dell'Emilia, Argelato, Baricella, Bazzano, Bentivoglio, Bologna, Calderara di Reno, Casalecchio  di  Reno, Castel  d'Aiano, Castel  Maggiore, Castello   d'Argile, Castello   di   Serravalle, Castenaso, Crespellano, Crevalcore, Galliera, Granarolo  dell'Emilia, Grizzana   Morandi, Loiano, Malalbergo, Marzabotto, Minerbio, Monghidoro, Monte  San  Pietro, Monterenzio, Monteveglio, Monzuno, Ozzano dell'Emilia, Pianoro, Sala Bolognese, San  Giorgio  di  Piano, San Giovanni in Persiceto, San  Lazzaro  di  Savena, San  Pietro  in  Casale, Sant'Agata Bolognese, Sasso Marconi, Savigno, Vergato, Zola  Predosa

### Giudice di pace di Imola
Borgo Tossignano, Budrio, Casalfiumanese, Castel  del  Rio, Castel  Guelfo di Bologna, Castel  San  Pietro  Terme, Dozza, Fontanelice, Imola, Medicina, Molinella, Mordano

### Giudice di pace di Porretta Terme
Camugnano, Castel di Casio, Castiglione dei Pepoli, Gaggio Montano, Granaglione, Lizzano in Belvedere, Porretta Terme, San Benedetto  Val  di Sambro

## Tribunale di Ferrara

### Giudice di pace di Ferrara
Argenta, Berra, Bondeno, Cento, Codigoro, Comacchio, Copparo, Ferrare, Formignana, Goro, Jolanda  di  Savoia, Lagosanto, Masi  Torello, Massa Fiscaglia, Mesola, Migliarino, Migliaro, Mirabello, Ostellato, Pieve  di  Cento, Poggio  Renatico, Portomaggiore, Ro, Sant'Agostino, Tresigallo, Vigarano Mainarda, Voghiera

## Tribunale di Forlì

### Giudice di pace di Forlì
Bagno di Romagna, Bertinoro, Borghi, Castrocaro Terme e  Terra  del  Sole, Cesena, Cesenatico, Civitella  di  Romagna, Dovadola, Forlì, Forlimpopoli, Galeata, Gambettola, Gatteo, Longiano, Meldola, Mercato  Saraceno, Modigliana, Montiano, Portico e San  Benedetto, Predappio, Premilcuore, Rocca San  Casciano, Roncofreddo, San  Mauro  Pascoli, Santa Sofia, Sarsina, Savignano sul Rubicone, Sogliano  al  Rubicone, Tredozio, Verghereto

## Tribunale di Modena

### Giudice di pace di Modena
Bastiglia, Bomporto, Campogalliano, Camposanto, Carpi, Castelfranco  Emilia, Castelnuovo  Rangone, Castelvetro   di   Modena, Cavezzo, Concordia sulla Secchia, Fanano, Finale  Emilia, Fiorano  Modenese, Fiumalbo, Formigine, Frassinoro, Guiglia, Lama  Mocogno, Maranello, Marano  sul   Panaro, Medolla, Mirandola, Modena, Montecreto, Montefiorino, Montese, Nonantola, Novi di Modena, Palagano, Pavullo  nel Frignano, Pievepelago, Polinago, Prignano sulla Secchia, Ravarino, Riolunato, San  Cesario  sul  Panaro, San  Felice  sul  Panaro, San  Possidonio, San   Prospero, Sassuolo, Savignano   sul   Panaro, Serramazzoni, Sestola, Soliera, Spilamberto, Vignola, Zocca

## Tribunale di Parma

### Giudice di pace di Parma
Albareto, Bardi, Bedonia, Berceto, Bore, Borgo Val di Taro, Busseto, Calestano, Collecchio, Colorno, Compiano, Corniglio, Felino, Fidenza, Fontanellato, Fontevivo, Fornovo  di  Taro, Langhirano, Lesignano de' Bagni, Medesano, Mezzani, Monchio  delle  Corti, Montechiarugolo, Neviano degli Arduini, Noceto, Palanzano, Parme, Pellegrino Parmense, Polesine Parmense, Roccabianca, Sala Baganza, Salsomaggiore  Terme, San  Secondo  Parmense, Sissa Trecasali, Solignano, Soragna, Sorbolo, Terenzo, Tizzano Val Parma, Tornolo, Torrile, Traversetolo, Valmozzola, Varano de' Melegari, Varsi, Zibello

## Tribunale di Piacenza

### Giudice di pace di Piacenza
Agazzano, Alseno, Besenzone, Bettola, Bobbio, Borgonovo Val Tidone, Cadeo, Calendasco, Caminata, Caorso, Carpaneto Piacentino, Castel San  Giovanni, Castell'Arquato, Castelvetro Piacentino, Cerignale, Coli, Corte  Brugnatella, Cortemaggiore, Farini, Ferriere, Fiorenzuola  d'Arda, Gazzola, Gossolengo, Gragnano   Trebbiense, Gropparello, Lugagnano  Val  d'Arda, Monticelli  d'Ongina, Morfasso, Nibbiano, Ottone, Pecorara, Piacenza, Pianello Val Tidone, Piozzano, Podenzano, Ponte  dell'Olio, Pontenure, Rivergaro, Rottofreno, San   Giorgio  Piacentino, San Pietro in Cerro, Sarmato, Travo, Vernasca, Vigolzone, Villanova sull'Arda, Zerba, Ziano Piacentino

## Tribunale di Ravenna

### Giudice di pace di Faenza
Bagnara di Romagna, Brisighella, Casola Valsenio, Castel Bolognese, Faenza, Riolo Terme, Solarolo

### Giudice di pace di Lugo
Bagnacavallo, Conselice, Cotignola, Fusignano, Lugo, Massa  Lombarda, Sant'Agata sul Santerno

### Giudice di pace di Ravenna
Alfonsine, Cervia, Ravenne, Russi

## Tribunale di Reggio Emilia

### Giudice di pace di Reggio Emilia
Albinea, Bagnolo in Piano, Baiso, Bibbiano, Boretto, Brescello, Busana, Cadelbosco di Sopra, Campagnola Emilia, Campegine, Canossa, Carpineti, Casalgrande, Casina, Castellarano, Castelnovo  di  Sotto, Castelnovo  ne'  Monti, Cavriago, Collagna, Correggio, Fabbrico, Gattatico, Gualtieri, Guastalla, Ligonchio, Luzzara, Montecchio  Emilia, Novellara, Poviglio, Quattro  Castella, Ramiseto, Reggio  nell'Emilia, Reggiolo, Rio Saliceto, Rolo, Rubiera, San  Martino  in  Rio, San Polo d'Enza, Sant'Ilario d'Enza, Scandiano, Toano, Vetto, Vezzano sul Crostolo, Viano, Villa Minozzo

## Tribunale di Rimini

### Giudice di pace di Rimini
Bellaria-Igea Marina, Casteldelci, Cattolica, Coriano, Gemmano, Maiolo, Misano Adriatico, Mondaino, Monte Colombo, Montefiore  Conca, Montegridolfo, Montescudo, Morciano   di   Romagna, Novafeltria, Pennabilli, Poggio Berni, Riccione, Rimini, Saludecio, San Clemente, San Giovanni in Marignano, San Leo, Sant'Agata Feltria, Santarcangelo  di Romagna, Talamello, Torriana, Verucchio

## Autres organes juridictionnels compétents pour le ressort

### Chambres spécialisées
- Corte d'assise (cour d’assises) : Bologne, Ferrare, Forlì, Modène, Parme, Plaisance, Ravenne, Reggio d'Émilie et Rimini
- Corte d'assise d’appello (cour d'assises d'appel) :  Bologne
- Sezione specializzata in materia di impresa (chambre pour les entreprises) auprès du Tribunal et de la Cour d’appel de Bologne
- Tribunale regionale delle acque pubbliche (eaux publiques) : Florence

### Justice pour les mineurs
- Tribunale per i minorenni (Tribunal pour mineurs): Bologne
- Cour d’appel de Bologne, sezione per i minorenni (chambre pour les  mineurs)

### Surveillance
Organes juridictionnels pour l’exécution et le contrôle de la peine 
- Magistrato di sorveglianza :  Bologne, Modène et Reggio d'Émilie
- Tribunale di sorveglianza : Bologne

### Justice fiscale
- Commissione tributaria provinciale (CTP): Bologne, Ferrare, Forlì, Modène, Parme, Plaisance, Ravenne, Reggio d'Émilie et Rimini
- Commissione tributaria regionale (CTR) de l’Émilie-Romagne de Bologne; chambres détachées à Parme et Rimini

### Justice militaire
- Tribunale militare : Vérone
- Corte d’appello militare :  Rome

### Justice des comptes publics
- Corte dei conti : Sezione giurisdizionale (chambre juridctionnelle) pour la Région de l’Émilie-Romagne; Sezione di controllo (chambre de contrôle) pour la Région de l’Émilie-Romagne; Procura regionale (ministère public) auprès de la Chambre juridctionnelle pour la Région de l’Émilie-Romagne (Bologne)

### Justice administrative
- Tribunale amministrativo regionale (tribunal administratif régional) pour l’Émilie-Romagne (Bologne)[9]; chambre détachée à Parme[10]

### Usi civici
Organe statuant sur les propriétés collectives et les droits d’usage
- Commissariato per la liquidazione degli usi civici pour l’Émilie-Romagne et les Marches : Bologne